# Miconia hyemalis
Miconia hyemalis là một loài thực vật có hoa trong họ Mua. Loài này được A. St.-Hil. & Naudin mô tả khoa học đầu tiên năm 1851.